# مدرسة ساربروكن
مدرسة ساربروكن أو المدرسة الساربروكية (Saarbrücker Schule) هي مجموعة من الباحثين يرأسهم العالم الديني كارل هاينز أوليغ Karl-Heinz Ohlig الذي حقق في ظهور الإسلام باستخدام منهج النقد التاريخي، المنهج العلمي القياسي لتحليل النصوص التاريخية، وباستخدام طرق المجالات العلمية الأخرى، على سبيل المثال النميات.

## وصف
تطبق مدرسة ساربروكن للدراسات الإسلامية المنهج التاريخي النقدي على جميع القضايا في تاريخ الإسلام المبكر والقرآن. لا يُعتبر التاريخ المبكر للإسلام، الذي دُون فيما يسمى بالمورث والأخبار (الأدب التقليدي)، مصدرًا للتاريخ، ولكنه نتاج أدبي للوقت الذي كُتب فيه لأسباب دينية أو أدبية أو لأسباب أخرى. في ضوء هذا البحث، يبدو ظهور الدين الإسلامي كعملية استمرت لأكثر من قرنين. تركيز السلطة في الإمبراطورية العربية، بداية التقويم العربي/الإسلامي، وإعادة بناء وتشييد المباني المقدسة مثل كنيسة القديس يوحنا أو الجامع الأموي في دمشق، قبة الصخرة في القدس، ما يسمى المسجد النبوي في المدينة المنورة والكعبة في مكة، وجمع واستخدام القرآن، والتقويم الإسلامي، وصياغة قصة حياة النبي العربي، وإنشاء الحج في مكة، وتنمية موروث الأدب التقليدي والشريعة الإسلامية، هي عناصر من الديانة العالمية الجديدة، والتي ردها الباحثين من مدرسة ساربروكن لأصول مختلفة عن ادعاءات الأدب التقليدي. ونتيجة لذلك، يبدو التاريخ المبكر للدولة العربية وكأنه عملية ابدعتها نخبة الدولة لإيجاد إيمان بالدولة. تشكلت عناصر دين عالمي جديد في ظل أجواء التوفيقية - يغلب عليها المسيحية - في التعامل مع بيزنطية واليهودية الحاخامية وثقافة الإمبراطورية الساسانية مع ضم عناصر بوذية. وفقًا لمدرسة ساربروكن، فإن الفكرة التقليدية لنبي عربي تلقى وحي في مكة والمدينة في الأعوام 610-632 ليست في بداية هذه العملية، ولكنها تمثل مرحلة متوسطة من التطور تعود إلى القرن الثامن الميلادي.

## السابقون
كان كل من إجنز جولدزيهر، جوزيف شاخت، غونتر لولينغ Lüling، سليمان بشير، يهودا نبو، جون وانسبرو، باتريشيا كرون ومايكل كوك قد شكوا بالفعل أن الأخبار التقليدية لا تتوافق مع المسار الفعلي للتاريخ. مع إنارة Inârah ، تناولت مجموعة بحثية متعددة التخصصات هذا الموضوع لأول مرة.

## تاريخ
تُنسب مدرسة ساربروكن إلى العالم الديني البروفيسور الدكتور كارل هاينز أوليغ، الذي، خلال تقاعده في عام 2006 في جامعة سارلاند، جمع مجموعة متعددة التخصصات من الباحثين الذين أسسوا جمعية غير ربحية «إنارة. - معهد أبحاث التاريخ المبكر للإسلام والقرآن» (Inârah e.V. – Institut zur Erforschung der frühen Islamgeschichte und des Korans) في عام 2007. هذه المجموعة، التي تضم بالإضافة إلى أوليج، المستشرق جيرد روديجر بوين Puin، وعالما فقه اللغة ماركوس غروس Groß وكريستوف لوكسنبرغ Luxenberg، وعالم النميات فولكر بوب، عقدت أربعة مؤتمرات في 2008 و 2010 و 2012 و 2014، ساهم فيها أكثر من 40 باحثًا نُشرت أعملهم حتى الآن في ثمانية مختارات (إنارة 1-8). هناك أيضًا العديد من المقالات الأصغر في مجلة ساربروكن «إمبريماتور» imprimatur

## التلقي
تمثل أعمال مدرسة ساربروكن كيانًا بمفرده متعدد الاختصاصات في أدبيات البحث، والتي لم يكن من الممكن توقع أثرها على الموضوعات العديدة المعنية. الفحص العلمي الأوسع لأطروحات ونتائج إنارة ما زال معلقًا.

## أطروحات فردية ونتائج بحثية من إنارة
- لم يشير اسم محمد في الأصل إلى شخص، ولكن إلى رتبة أول لقب (Prädikat) مسيحاني (بوب Popp، [1] لكسنبرورع[2] ، أوبيغ [2] توماس Thomas [3]).
- الإشارات المزعومة لمحمد أو المسلمين أو الإسلام في الأعمال الشرقية من القرون الوسطى لا تشير إلى نبي عربي أو لأتباع دين جديد أو إلى دين جديد (أوليغ [4]).
- نسب النبي العربي وعشيرته، قريش، غير تاريخي. يمكن تحديد عند أي النقطة صارت تاريخية (دكوين Dequin [5]).
- تنهل قصة حياة النبي العربي إلى حد كبير من حياة أبو مسلم (دكوين [6]).
- كانت مكة والمدينة جزءًا من ثقافة الكتابة العربية الجنوبية، وكان الكلام فيهما بلغات عربية شمالية أخرى، ولم تكن هذه اللغات الأصل الذي نتج عنه اللغة العربية الفصحى. لهذ لا يمكن اعتبار هذه المنطقة منطقة ظهور القرآن. من ناحية أخرى، من الممكن قبول أن سكان حطرا أو أماكن أخرى في شمال شبه الجزيرة العربية تم ترحيلهم من شرق الإمبراطورية الساسانية. (كير Kerr [7]).
- تحتوي اللغة العربية في القرآن على عناصر نحوية تشير إلى آسيا الوسطى (غروس Groß [8]).
- يحتوي القرآن على عناصر لغوية توحي بوجود قالب سرياني آرامي (لكسنبرغ [9]).
- الأسماء والمصطلحات الواردة في القرآن والتي تعد أساسية للصورة الإسلامية الذاتية مثل مكة، بدر، حور (عذارى الجنة) تثبت أنها قراءة خاطئة أو تفسيرات لا أساس لها من الصحة (لكسنبرغ [10]).
- تم تحرير القرآن في حوالي 700 تحت حاكم عبد الملك تحت إشراف مستشاره الحجاج بن يوسف (دي بريمار de Prémare[11]).
- لا تزال دراسة النص القرآني بعيدة عن الطبعة النقدية (بوين[12]).
- قصة الإسكندر / ذو القرنين، بالصيغة الواردة في القرآن تحتوي على مادة أحدث من عمر النبي العربي الذي ينقلها موروث الأدب التقليدي؛ ومع ذلك، هناك إصدارات من هذا النص أقدم من القرآن من حيث تاريخ النص (بوب، [13] كاوسه Causse [14]).
- يمكن تفسير ما يسمى بـ «الحروف الغامضة» في القرآن على أنها بقايا ليتورجيا مسيحية سورية (لكسنبرغ [15]).
- تحتوي أقدم طبقة من القرآن (حوالي ثلث النص) على مقاطع ترانيم مسيحية بالمعنى الذي يقول به لولينع Lüling ، تم تغيير بنيتها ومعناها لاحقًا عن طريق الإضافات في اتجاه «التفسير الإسلامي» (يونس [16]).
- النص القرآني اليوم هو حصيلة تحرير تنقيحي. في بعض الحالات الفردية، يمكن للمرء محاولة تحديد الشكل الأصلي وبالتالي اكتساب نظرة على العالم الفكري والحالة الروحية للمؤلف (كروب [17])
- يحتوي عمل لاكتانتيوس Lactantius على عدد من الأفكار اللاهوتية التي تتوافق مع تلك الموجودة في القرآن (غوبيلوت Gobillot [18]).
- العشاء الأخير الذي ورد ذكره في القرآن يجب أن يكون نوعًا من الوجبة المانوية أو الإفريقية البيلكانيونية التي كانت أقرب إلى عيد الفصح أو بيما Bèma (لوكسنبرغ، [9] فان ريث van Reeth [19]).
- القرآن ليس نصًا دوغمائيًا، بل نص موجه نحو التوفيق، قدم الحد الأدنى للتسويات في القضايا الدينية في ذلك الوقت (كاليش Kalisch [20]).
- يمكن استخدام الطرق الرياضية لإظهار أن القرآن له نحو 50 مؤلفًا (والتر Walter [21]).
- تحتوي طروس القرآن التي وجدت في صنعاء انحرافات عديدة من النص القياسي (إليزابيث بوين Elisabeth Puin [22]).
- عادةً ما تتم قراءة النقوش على العملات الإسلامية المبكرة كشعارات دينية وسياسية، وليس كأسماء مناسبة للحكام القادة العرب (بوب [23]).
- يعود أصل الحقبة العربية في عام 622 إلى نصر هرقل على الساسانيين، حيث حققت النخب العربية في الشرق البيزنطي الحكم الذاتي (بوب [24]).
- تشبه شعائر الحج المكية إلى حد كبير الطقوس البوذية ويفترض أنه تم اعتمادها من البوذية (غروس [25]).
- تم إنشاء الحج في مكة مباشرة بعد الاستيلاء العباسي على السلطة، على غرار الحج البوذي في نوبهار Nowbahar بالقرب من بلخ Balch / مزار شريف (دكوين [26]).
- التقويم الإسلامي هو نتيجة التذبذب بالقرب ذهابًا وإيابًا عن اليهودية. يشهد على ذلك بقاء تاريخ ما يسمى الهجرة، مطابقًا ليوم الغفران، (دكوين [27]).
- الإسلام في الشكل المعروف اليوم هو نتاج القرن الثالث للتقويم العربي (الهجري) تم تقديم الموروث/ لتقاليد في شكل إسناد من أجل إخفاء الوضع الحقيقي بشكل أفضل (كاليش [28]).
- يتبع تشكل الموروث/الأدب الإسلامي التقليدي قانونًا تعليميًا يحجب تاريخه الفعلي ويجعله يبدو اقدم من تاريخه الفعلي (دكوين [29]).
- دخلت التقاليد البوذية في شرق إيران، حيث تطور الإسلام بشكل ملحوظ، إلى الإسلام بشكل عقائدي (اتساق الشكل والمضمون في العقيدة، ونفي الإرادة) ومؤسسي (مدرسة) وبالتفصيل (وقائع من حياة النبي العربي، واسم ابنته فاطمة) على سبيل المثال (غروس، [30] دكوين [29]).
- فكرة العرب كأحفاد لإسماعيل اختارع ليوسف فلافيوس. حتى في التأريخ العلماني، هناك فقط قصص أصل متأثر بالكتاب المقدس للعرب على أساس الإثنوغرافيا اليونانية (كير [31]).
- لا يمكن استبناء احتلال «إسلامي» لإسبانيا عام 711 م لا من مصادر معاصرة حينها، ولا من اكتشافات أثرية، ولا من سجلات حوليات لاحقة؛ يمكن افتراض أن الأحداث الفعلية اتخذت مسارًا مختلفًا إلى حد كبير عنما يورده الموروث/ الأدب التقليدي (توماس [32]).

## أدبيات
- كارل هاينز أوليغ، غرد روديغر بوين: البدايات المظلمة - بحث جديد عن أصل الإسلام وتاريخه المبكر.

Die dunklen Anfänge – Neue Forschungen zur Entstehung und frühen Geschichte des Islam. (= Inârah. 1). Verlag Hans Schiler, Berlin 2005, ISBN 3-89930-128-5.
- كارل هاينز أوليغ: الإسلام المبكر - استبناء تاريخي نقدي على أساس المصادر المعاصرة.

Der frühe Islam – Eine historisch-kritische Rekonstruktion anhand zeitgenössischer Quellen. (= Inârah. 2). Verlag Hans Schiler, Berlin 2007, ISBN 978-3-89930-090-1.
- ماركوس غروس، كارل هاينز أوليغ: أضواء - القرنين الإسلاميين الأولين.

Schlaglichter – Die beiden ersten islamischen Jahrhunderte. (= Inârah. 3). Verlag Hans Schiler, Berlin 2008, ISBN 978-3-89930-224-0.
- ماركوس غروس، كارل هاينز أوليغ: من القرآن إلى الإسلام - نصوص عن التاريخ المبكر للإسلام والقرآن.

Vom Koran zum Islam – Schriften zur frühen Islamgeschichte und zum Koran. (= Inârah. 4). Verlag Hans Schiler, Berlin 2009, ISBN 978-3-89930-269-1.
- ماركوس غروس، كارل هاينز أوليغ: نشأة دين عالمي 1 - من الحركة القرآنية إلى الإسلام المبكر.

Die Entstehung einer Weltreligion I – Von der koranischen Bewegung zum Frühislam. (= Inârah. 5). Verlag Hans Schiler, Berlin 2010, ISBN 978-3-89930-318-6.
- ماركوس غروس، كارل هاينز أوليغ: نشأة دين عالمي 2 - من الحركة القرآنية إلى الإسلام المبكر.'

Die Entstehung einer Weltreligion II – Von der koranischen Bewegung zum Frühislam. (= Inârah. 6). Verlag Hans Schiler, Berlin 2011, ISBN 978-3-89930-345-2.
- ماركوس غروس، كارل هاينز أوليغ: نشأة دين عالمي 3 - مدينة مكة - خيال أدبي.

Die Entstehung einer Weltreligion III – Die heilige Stadt Mekka – eine literarische Fiktion. (= Inârah. 7). Verlag Hans Schiler, Berlin 2014, ISBN 978-3-89930-418-3.
- ماركوس غروس، كارل هاينز أوليغ: نشأة دين عالمي 4 - محمد - تاريخ أم أسطورة؟

Die Entstehung einer Weltreligion IV – Mohammed – Geschichte oder Mythos? (= Inârah. 8). Verlag Hans Schiler, Berlin 2017, ISBN 978-3-89930-100-7.

## دليل المواقع
- www.inarah.de
- www.imprimatur-trier.de